# Barnafejű zacskósmadár
A barnafejű zacskósmadár (Psarocolius wagleri) a madarak osztályának verébalakúak (Passeriformes) rendjébe, azon belül a csirögefélék (Icteridae) családjába tartozó faj.
Magyar neve, forrással nincs megerősítve.

## Rendszerezése
A fajt John Edward Gray angol ornitológus írta le 1845-ben, a Cacicus nembe Cacicus Wagleri  néven.

## Alfajai
- Psarocolius wagleri ridgwayi (van Rossem, 1934)
- Psarocolius wagleri wagleri (G. R. Gray, 1845)[2]

## Előfordulása
Mexikó, Costa Rica, Guatemala, Honduras, Nicaragua, Salvador, Panama, Belize, Kolumbia és Ecuador területén honos. A természetes élőhelye szubtrópusi és trópusi síkvidéki erdők, valamint ültetvények. Állandó, nem vonuló faj.

## Megjelenése
A hím testhossza 35 centiméter, testtömege 214 gramm, a tojó 28 centiméter, 113 gramm.
|  |

## Életmódja
Kisebb gerincesekkel és ízeltlábúakkal táplálkozik, de fogyaszt gyümölcsöket és nektárt is.